# Neritos flavipurpurea
Neritos flavipurpurea là một loài bướm đêm thuộc phân họ Arctiinae, họ Erebidae.